# Willie "The Lion" Smith
William Henry Joseph Bonaparte Bertholoff Smith, conosciuto come "The Lion" (Goshen, 23 novembre 1893 – New York, 18 aprile 1973), è stato un pianista statunitense.

## Biografia
Smith è solitamente ricordato assieme a James P. Johnson e Thomas "Fats" Waller come uno dei tre simboli dello "stride style" (che venne anche chiamato talvolta Harlem piano) nella sua epoca d'oro (1920-1943).

## Stile
Smith era famoso per certe esagerazioni quantunque fosse un ottimo pianista. Il suo stile era decisamente professionistico e circa la musica ragtime affermava che: Ragtime significa un tizio che non conosce la tastiera. Questo stuzzica i tasti facendo ciò che gli viene in mente perché è fanatico e presuntuoso, molto aggressivo fino a quando qualcun altro non entra e si mette a suonare, allora egli diventa docile come un agnello. Ora la differenza tra il suonare il ragtime a piano e un pianista è aver dimestichezza con le progressioni, sapersi muovere con entrambe le mani. Nel caso si stia suonando per una banda o per intrattenere e la mano è ferita, egli deve essere capace di cantare, parlare, suonare, dirigere e ballare. Il ragtime era lo stile di piano che si suonava quando non si avevano buone mani sinistre ovvero c'era poca flessibilità nelle dita [. . .]. Qualcuno crede di saper suonare il piano ma invece trova un modo per dire: ‘Non so come suonare!’